# Мој дилбере, куд се шећеш
Мој дилбере, куд се шећеш је први студијски албум певачице Снежане Ђуришић. Објавила га је дискографска кућа Југотон 24. октобра 1979. године. 

## Песме на албуму
| Бр. | Песма                           | Музика                | Текст                 | Аранжман        |
| --- | ------------------------------- | --------------------- | --------------------- | --------------- |
| 1.  | Млади момци из чаршије          | Милутин Поповић Захар | Боро Мајданац         | Драган Кнежевић |
| 2.  | На којој си страни света        | Милутин Поповић Захар | Милутин Поповић Захар | Драган Кнежевић |
| 3.  | Чини ми се, чини                | Данило Живковић       | Браћа Бољановић       | Данило Живковић |
| 4.  | Једно нас је сунце грејало дуго | Аца Степић            | Градимир Јовановић    | Аца Степић      |
| 5.  | Дође јесен                      | Данило Живковић       | Младен Николић        | Данило Живковић |
| 6.  | Рекла нана да ми даш            | народна               | народни               | Драган Кнежевић |
| 7.  | Јутрос ми је ружа процветала    | Петар Танасијевић     | Петар Танасијевић     | Драган Кнежевић |
| 8.  | Мој дилбере, куд се шећеш       | народна               | народни               | Драган Кнежевић |
| 9.  | Мамо, кој чука на порта         | народна               | народни               | Драган Кнежевић |
| 10. | Не стој доне, Донке             | народна               | народни               | Драган Кнежевић |